# Projektionsmatrix (Statistik)
In der Statistik ist eine Projektionsmatrix eine symmetrische und idempotente Matrix. Weiterhin sind alle Eigenwerte einer Projektionsmatrix entweder 0 oder 1 und Rang und Spur einer Projektionsmatrix sind identisch. Die einzige nichtsinguläre Projektionsmatrix ist die Einheitsmatrix. Alle anderen Projektionsmatrizen sind singulär. Die wichtigsten Projektionsmatrizen in der Statistik stellen die Prädiktionsmatrix {\displaystyle {\boldsymbol {P}}} und die residuenerzeugende Matrix bzw. Residualmatrix {\displaystyle {\boldsymbol {Q}}={\boldsymbol {I}}-{\boldsymbol {P}}} dar. Sie sind ein Beispiel für eine Orthogonalprojektion im Sinne der linearen Algebra, wo jeder Vektor {\displaystyle y} eines Vektorraumes mit Skalarprodukt bei gegebener Projektionsmatrix {\displaystyle {\boldsymbol {P}}} in eindeutiger Weise zerlegt werden kann gemäß {\displaystyle y={\boldsymbol {P}}y+({\boldsymbol {I}}-{\boldsymbol {P}})y}. Eine weitere in der Statistik wichtige Projektionsmatrix ist die zentrierende Matrix.

## Ausgangslage
Als Ausgangslage betrachten wir ein typisches multiples lineares Regressionsmodell mit gegebenen Daten {\displaystyle \{y_{i},x_{ik}\}_{i=1,\dots ,n,k=1,\dots ,K}} für {\displaystyle n} statistische Einheiten und {\displaystyle K} Regressoren. Der Zusammenhang zwischen der abhängigen Variablen und den unabhängigen Variablen kann wie folgt dargestellt werden
{\displaystyle y_{i}=\beta _{0}+x_{i1}\beta _{1}+x_{i2}\beta _{2}+\ldots +x_{iK}\beta _{K}+\varepsilon _{i}=\mathbf {x} _{i}^{\top }{\boldsymbol {\beta }}+\varepsilon _{i},\quad i=1,2,\dotsc ,n}.
In Matrixnotation auch
mit {\displaystyle p=K+1}. In kompakter Schreibweise
.
Hier stellt {\displaystyle {\boldsymbol {\beta }}} einen Vektor von unbekannten Parametern dar (bekannt als Regressionskoeffizienten), die mithilfe der Daten geschätzt werden müssen. Des Weiteren wird angenommen, dass die Fehlerterme im Mittel null sind: {\displaystyle \mathbb {E} [{\boldsymbol {\boldsymbol {\varepsilon }}}]=\mathbf {0} }, was bedeutet, dass wir davon ausgehen können, dass unser Modell im Mittel korrekt ist.

## Prädiktionsmatrix
Eine der wichtigsten Projektionsmatrizen in der Statistik ist die Prädiktionsmatrix. Die Prädiktionsmatrix ist wie folgt definiert
{\displaystyle {\boldsymbol {P}}\equiv \mathbf {X} \left(\mathbf {X} ^{\top }\mathbf {X} \right)^{-1}\mathbf {X} ^{\top }\quad } mit {\displaystyle \quad {\boldsymbol {P}}\in \mathbb {R} ^{n\times n}},
wobei {\displaystyle \mathbf {X} } die Datenmatrix darstellt. Die Diagonalelemente der Prädiktionsmatrix {\displaystyle {\boldsymbol {P}}} werden {\displaystyle p_{ii}} genannt und können als Hebelwerte interpretiert werden.

## Residuenerzeugende Matrix
Die residuenerzeugende Matrix (englisch residual-maker matrix), auch Residuum-erzeugende Matrix, Residualmatrix ist wie folgt definiert
{\displaystyle {\boldsymbol {Q}}=\left(\mathbf {I} -\mathbf {X} \left(\mathbf {X} ^{\top }\mathbf {X} \right)^{-1}\mathbf {X} ^{\top }\right)=\left(\mathbf {I} -{\boldsymbol {P}}\right)},
wobei P die Prädiktionsmatrix darstellt. Der Name residuenerzeugende Matrix ergibt sich dadurch, dass diese Projektionsmatrix multipliziert mit dem y-Vektor den Residualvektor {\displaystyle {\hat {\boldsymbol {\varepsilon }}}} ergibt. Der kann durch die Prädiktionsmatrix kompakt wie folgt ausgedrückt werden
{\displaystyle {\hat {\boldsymbol {\varepsilon }}}=\mathbf {y} -\mathbf {\hat {y}} =\mathbf {y} -{\boldsymbol {P}}\mathbf {y} =\left(\mathbf {I} -{\boldsymbol {P}}\right)\mathbf {y} ={\boldsymbol {Q}}\mathbf {y} }.
Bei linearen Modellen sind Rang und Spur einer Projektionsmatrix identisch. Für den Rang der residuenerzeugenden Matrix gilt
{\displaystyle {\begin{aligned}\operatorname {Rang} ({\boldsymbol {Q}})&=\operatorname {Spur} ({\boldsymbol {Q}})\\&=\operatorname {Spur} (\mathbf {I} -\mathbf {P} )\\&=\sum \nolimits _{i=1}^{n}(1-p_{ii})\\&=n-\sum \nolimits _{i=1}^{n}p_{ii}\\&=n-\operatorname {Spur} ({\boldsymbol {P}})\\&=n-\operatorname {Rang} ({\boldsymbol {P}})\\&=n-p\\&=n-(K+1)\end{aligned}}}

### Idempotenz
Die Idempotenzeigenschaft der residuenerzeugenden Matrix kann wie folgt gezeigt werden
{\displaystyle {\begin{aligned}{\boldsymbol {Q}}^{2}&={\boldsymbol {Q}}\cdot {\boldsymbol {Q}}\\&=\left(\mathbf {I} -\mathbf {X} \left(\mathbf {X} ^{\top }\mathbf {X} \right)^{-1}\mathbf {X} ^{\top }\right)\left(\mathbf {I} -\mathbf {X} \left(\mathbf {X} ^{\top }\mathbf {X} \right)^{-1}\mathbf {X} ^{\top }\right)\\&=\mathbf {I} \mathbf {I} -\mathbf {X} \left(\mathbf {X} ^{\top }\mathbf {X} \right)^{-1}\mathbf {X} ^{\top }\mathbf {I} -\mathbf {X} \left(\mathbf {X} ^{\top }\mathbf {X} \right)^{-1}\mathbf {X} ^{\top }\mathbf {I} +\mathbf {X} \left(\mathbf {X} ^{\top }\mathbf {X} \right)^{-1}\mathbf {X} ^{\top }\mathbf {X} \left(\mathbf {X} ^{\top }\mathbf {X} \right)^{-1}\mathbf {X} ^{\top }\\&=\mathbf {I} -\mathbf {X} \left(\mathbf {X} ^{\top }\mathbf {X} \right)^{-1}\mathbf {X} ^{\top }-\mathbf {X} \left(\mathbf {X} ^{\top }\mathbf {X} \right)^{-1}\mathbf {X} ^{\top }+\mathbf {X} \left(\mathbf {X} ^{\top }\mathbf {X} \right)^{-1}\mathbf {X} ^{\top }\\&=\mathbf {I} -\mathbf {X} \left(\mathbf {X} ^{\top }\mathbf {X} \right)^{-1}\mathbf {X} ^{\top }\\&=\left(\mathbf {I} -{\boldsymbol {P}}\right)\\&={\boldsymbol {Q}}\qquad \Box \end{aligned}}}

### Symmetrie
Die Symmetrie der residuenerzeugenden Matrix folgt direkt aus der Symmetrie der Prädiktionsmatrix und kann wie folgt gezeigt werden
{\displaystyle {\begin{aligned}{\boldsymbol {Q}}^{\top }&=\left(\mathbf {I} -\mathbf {X} \left(\mathbf {X} ^{\top }\mathbf {X} \right)^{-1}\mathbf {X} ^{\top }\right)^{\top }\\&=\ \mathbf {I} ^{\top }-\left(\left(\mathbf {X} \left(\mathbf {X} ^{\top }\mathbf {X} \right)^{-1}\right)\left(\mathbf {X} ^{\top }\right)\right)^{\top }\\&=\ \mathbf {I} -\left(\mathbf {X} ^{\top }\right)^{\top }\left(\mathbf {X} \left(\mathbf {X} ^{\top }\mathbf {X} \right)^{-1}\right)^{\top }\\&=\ \mathbf {I} -\mathbf {X} \left(\left(\mathbf {X} ^{\top }\mathbf {X} \right)^{-1}\right)^{\top }\mathbf {X} ^{\top }\\&=\ \mathbf {I} -\mathbf {X} \left(\mathbf {X} ^{\top }\mathbf {X} \right)^{-1}\mathbf {X} ^{\top }\\&=\left(\mathbf {I} -{\boldsymbol {P}}\right)\\&={\boldsymbol {Q}}\qquad \Box \end{aligned}}}

## Weitere Eigenschaften
Die Projektionsmatrix hat eine Fülle von nützlichen algebraischen Eigenschaften. In der Sprache der linearen Algebra ist die Projektionsmatrix eine orthogonale Projektion auf den Spaltenraum der Datenmatrix {\displaystyle \mathbf {X} }. Weitere Eigenschaften der Projektionsmatrizen werden im Folgenden zusammengefasst:
- {\displaystyle \mathbf {u} =(\mathbf {I} -\mathbf {P} )\mathbf {y} ,} und {\displaystyle \mathbf {u} =\mathbf {y} -\mathbf {P} \mathbf {y} \perp \mathbf {X} }
- {\displaystyle \mathbf {X} } ist invariant unter {\displaystyle \mathbf {P} } : {\displaystyle \mathbf {PX} =\mathbf {X} ,} folglich {\displaystyle \left(\mathbf {I} -\mathbf {P} \right)\mathbf {X} =\mathbf {0} }.
- {\displaystyle \left(\mathbf {I} -\mathbf {P} \right)\mathbf {P} =\mathbf {P} \left(\mathbf {I} -\mathbf {P} \right)=\mathbf {0} } („Anwendung der Regression auf die Residuen liefert  {\displaystyle {\hat {y}}=0}“)
- {\displaystyle \mathbf {P} } ist eindeutig für einen bestimmten Unterraum
- Alle Eigenwerte einer Projektionsmatrix sind entweder 0 oder 1

## Anwendungen

### Schätzung des Varianzparameters nach der Kleinste-Quadrate-Schätzung
Die Residuenquadratsumme, kurz SQR (Summe der Quadrate der Restabweichungen (oder: „Residuen“) bzw. englisch sum of squared residuals, kurz SSR) ergibt in Matrixschreibweise
{\displaystyle SQR:={\hat {\boldsymbol {\varepsilon }}}^{\top }{\hat {\boldsymbol {\varepsilon }}}=\mathbf {y} ^{\top }(\mathbf {I} -\mathbf {P} )^{\top }(\mathbf {I} -\mathbf {P} )\mathbf {y} =\mathbf {y} ^{\top }{\boldsymbol {Q}}{\boldsymbol {Q}}\mathbf {y} =\mathbf {y} ^{\top }{\boldsymbol {Q}}\mathbf {y} }.
Dies kann auch geschrieben werden als
{\displaystyle SQR:={\hat {\boldsymbol {\varepsilon }}}^{\top }{\hat {\boldsymbol {\varepsilon }}}=\|y-{\hat {y}}\|_{2}^{2}=\sum \limits _{i=1}^{n}(y_{i}-{\hat {y}}_{i})^{2}}.
Eine erwartungstreue Schätzung der Varianz der Störgrößen ist das „mittlere Residuenquadrat“:
{\displaystyle {\hat {\sigma }}^{2}={\frac {SQR}{n-p}}={\frac {\sum \nolimits _{i=1}^{n}(y_{i}-{\hat {y}}_{i})^{2}}{n-p}}}.
Mithilfe der residuenerzeugenden Matrix lässt sich die Varianz der Fehlerterme auch schreiben als
{\displaystyle {\hat {\sigma }}^{2}={\frac {\mathbf {y} ^{\top }{\boldsymbol {Q}}\mathbf {y} }{n-p}}={\frac {\mathbf {y} ^{\top }{\boldsymbol {Q}}\mathbf {y} }{\operatorname {Rang} ({\boldsymbol {Q}})}}}.